# Neuroleon diffusus
Neuroleon diffusus är en insektsart som först beskrevs av Navás 1914.  Neuroleon diffusus ingår i släktet Neuroleon och familjen myrlejonsländor. Inga underarter finns listade i Catalogue of Life.